# Babou (Cameroun)

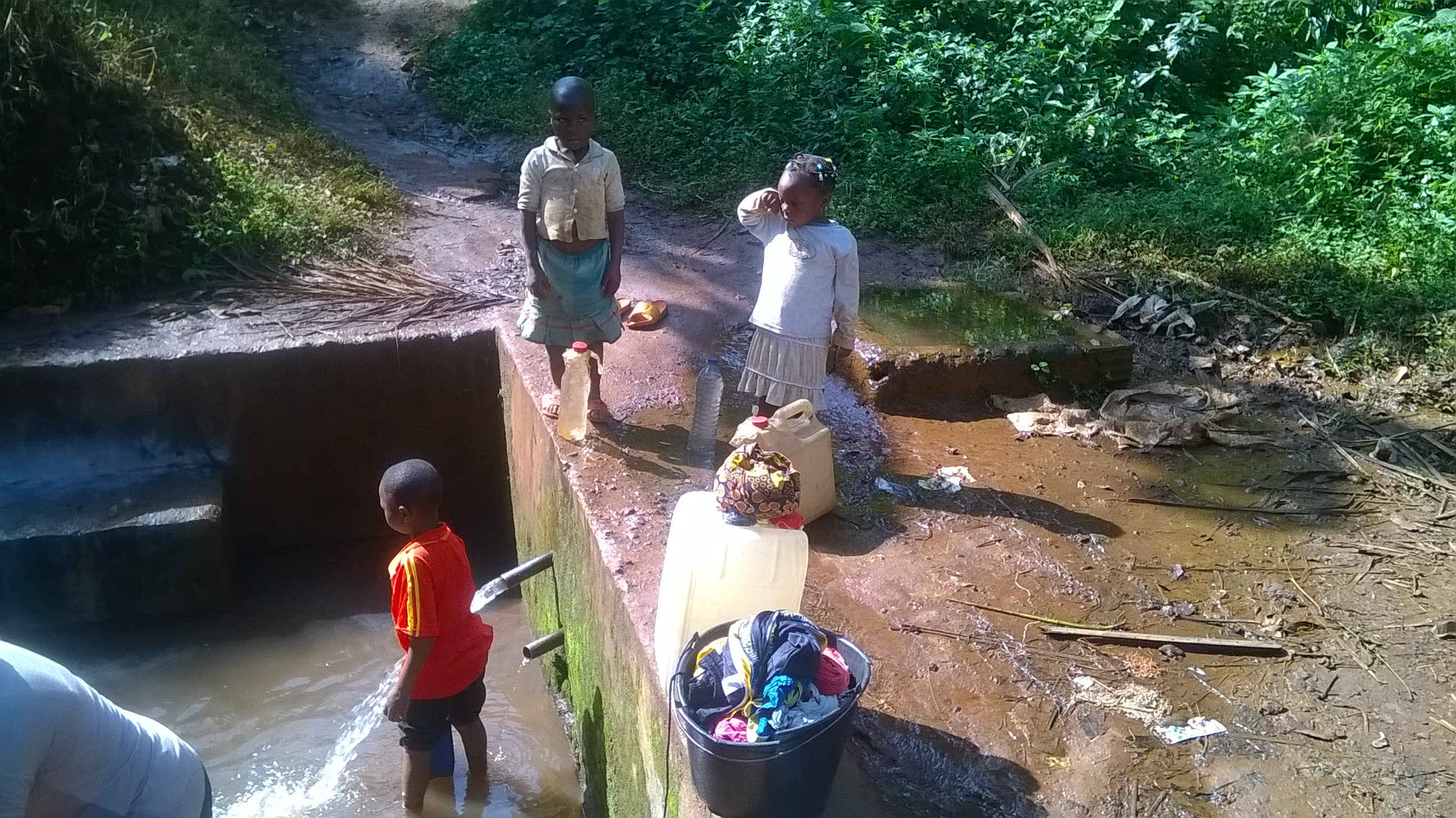
Point d'eau potable du village Babou

Babou est un village de la commune de Bangangté. 
Bourgade habitée par 521 personnes, sa population est majoritairement composée d'agriculteurs.

## Géographie
Le village se retrouve dans la zone rurale de la commune de Bangangté. D'une population d'environ 521 habitants, il regroupe trois chefferies : Babou I, Babou II et Babou III.
Babou est entouré de nombreux autres villages : 
- à l'ouest par Boba, Nyamga, Nekwan, Mene et Bongo,
- à l'est par Mango, Ka'fen, Tchoundim, et Matam,
- au nord par Nyu, Nekan, Njinko, Netam,
- au sud par Ntankon, Bassamba, Nyambo et Bou'leng.

## Climat
Le  climat de Babou est de type tropical, avec une température moyenne de 20 à 22 °C et une moyenne de précipitations annuelles de 1 945 mm.
Le mois le plus sec à Babou janvier, avec moins de 10 mm de pluies, le plus pluvieux étant septembre.
Il fait plus chaud en février que durant tout le reste de l'année, environ 21,4 °C de température moyenne. Alors que juillet est le mois le plus froid, avec environ 18,8 °C de température.